# Heldenreis

Illustratie van de heldenreis

De heldenreis is een zoektocht of queeste die voorkomt in mythen, romans en films. Het wordt gekenmerkt door typische situaties en personages over een heldenfiguur die op avontuur gaat, zegeviert in een beslissende crisis, en veranderd terugkeert.
Dit archetype wordt ook wel monomythe genoemd, naar een term van de Ierse schrijver James Joyce. De Amerikaanse literatuurwetenschapper Joseph Campbell onderzocht het motief van de heldenreis als een basispatroon van wereldwijde mythologieën.

## Beschrijving
De term monomythe beschrijft een enkel consistent verhaal dat op alomtegenwoordige manieren en vormen wordt uitgedrukt. De structuren van de door Campbell geanalyseerde monomythen kunnen op hun beurt worden onderverdeeld in verschillende stadia. De uniforme kern van de monomythe bestaat uit de chronologische volgorde van scheiding, initiatie en terugkeer van de centraal handelende figuur. Campbells cyclus van de heroïsche reis werd door talrijke therapeuten verder ontwikkeld tot een psychologische en inleidende training.
Het concept van de heldenreis ligt in het verlengde van eerdere werken van Russische filologen zoals De morfologie van het toversprookje, gepubliceerd in 1928 door Vladimir Propp en Joeri Lotmans De structuur van de artistieke tekst uit 1972.

## Verloop van de heldenreis
Volgens Campbell doorloopt de reis van een held bepaalde stadia, waarvan sommige stappen niet allemaal aanwezig zijn in elk mythologisch verhaal.
| Scène          | Fase en uitleg |
| -------------- | --- |
| I. Vertrek     | 1. Roeping – het plotseling verschijnen van een taak 2. Weigering – de held aarzelt om de oproep te beantwoorden 3. Bovennatuurlijke hulp – de held komt onverwacht een mentor tegen 4. Eerste drempel overwinnen – overwinning van de aarzeling en gaat op reis 5. Realisatie omvang van de taak – een gevoel van overweldiging |
| II. Initiatie  | 1. Pad van beproeving – het oplossen van de problemen 2. Ontmoeting met de godin – de held onthult de kracht van het andere geslacht 3. De vrouw als verleidster – het alternatief voor het heldenpad kan zich ook openbaren als een zogenaamd zeer plezierige tijd 4. Verzoening met de vader – de held draagt de erfenis van zijn voorouders 5. Apotheose – realisatie dat hij goddelijk potentieel heeft 6. De laatste zegen – het ontvangen van een voorwerp met grote kracht |
| III. Terugkeer | 1. Weigering om terug te keren – de held is terughoudend om terug te keren naar het dagelijks leven 2. De magische ontsnapping – de held wordt bewogen om terug te keren door interne motieven of externe dwang 3. Redding van buitenaf – een daad of gedachte van de held op de terugweg wordt nu zijn redding op de terugweg 4. Terugkeren over de drempel – de held gaat over de drempel naar de alledaagse wereld van waaruit hij oorspronkelijk vertrok 5. Heer van twee werelden – de held combineert het dagelijkse leven met zijn nieuw gevonden kennis 6. Vrijheid om te leven – het voorwerp van de held heeft de 'normale wereld' veranderd; door hen te laten delen in zijn ervaringen, heeft hij hen naar een nieuwe vrijheid van leven geleid |

In latere jaren zijn door verschillende auteurs vereenvoudigde stappen beschreven. Zo kwamen David Adams Leeming in 1981 en Phil Cousineau in 1990 tot slechts acht stappen. Christopher Vogler beschreef in 2007 de heldenreis in 12 stappen.

## Bekende voorbeelden
Enkele bekende voorbeelden van heldenreizen zijn:
- Het Gulden vlies (8 v. Chr)
- The Faerie Queene (1590)
- Jane Eyre (1847)
- Moby-Dick (1851)
- De Hobbit (1937)
- Star Wars (1977)

Daarbij vallen ook talloze literaire werken van auteurs als Charles Dickens, William Faulkner, Maugham, J. D. Salinger, Ernest Hemingway, Mark Twain, W.B. Yeats, C.S. Lewis, J.R.R. Tolkien, Seamus Heaney en Stephen King.